# Kuvetjärnen (Töcksmarks socken, Värmland, 661070-127955)
Kuvetjärnen är en sjö i Årjängs kommun i Värmland och ingår i Göta älvs huvudavrinningsområde.